# 安娜·索菲亞 (黑森-達姆施塔特)
安娜·索菲亞（德語：Anna Sophia von Hessen-Darmstadt，1638年12月17日—1683年12月13日），黑森-達姆施塔特伯爵格奧爾格二世的女兒，母親是薩克森的索菲·艾蕾諾爾。

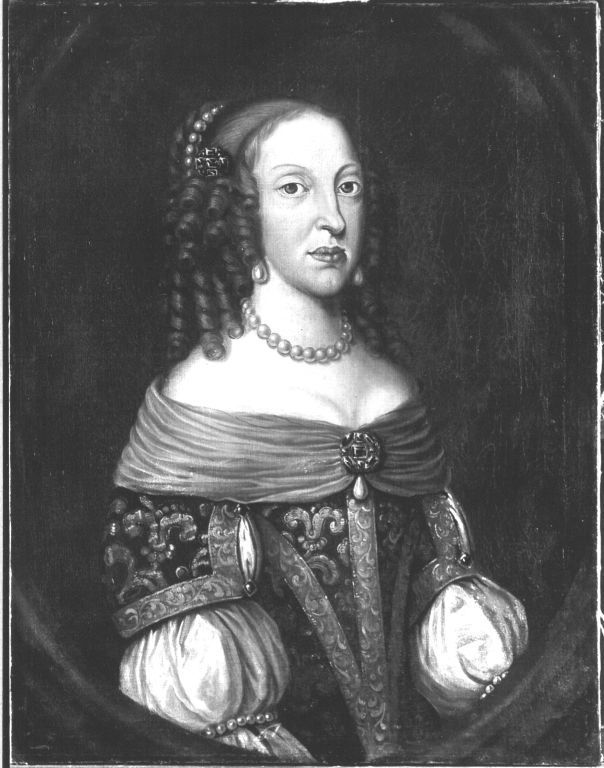

1681年起，安娜·索菲亞擔任奎德林堡修道院女院長，1683年去世。